# Xanthaciura bipuncta
Xanthaciura bipuncta es una especie de insecto del género Xanthaciura de la familia Tephritidae del orden Diptera.

## Historia
Aczel la describió científicamente por primera vez en el año 1953.